# Jacobus Arminius

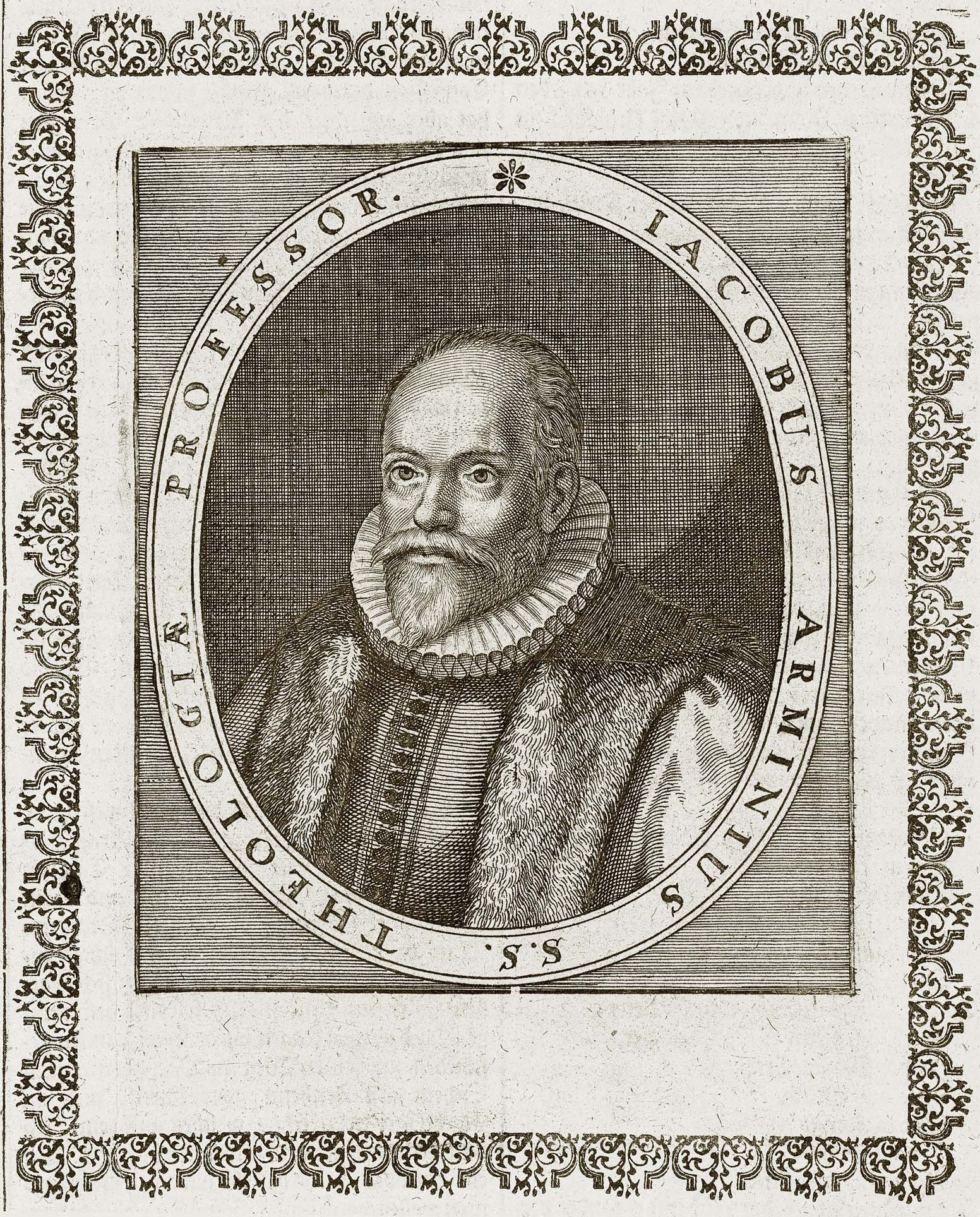
Jacobus Arminius.

Jacobus Arminius, ursprungligen Jacob Harmensen eller Jacob Hermansz, född 1560, död 1609, var en nederländsk reformert präst och teolog, känd som grundare av arminianismen.
Arminius fick i sin ungdom fly från hemlandet undan den spanska regimen och uppehöll sig då bland annat i Genève, där han studerade teologi under Theodor Beza. 1588 blev han predikant i Amsterdam och 1603 professor vid universitetet i Leiden. 
Här kom han i strid med en kollega, Frans Gomarus, bland annat angående predestinationen, varvid Arminius hävdade, att läran om att Gud förutbestämt somliga människor till fördömelse saknade stöd i Bibeln. 
Kring såväl Arminius som hans motståndare samlade sig talrika anhängare, som häftigt bekämpade varandra. Först efter Arminius död nådde striden sin höjdpunkt. Arminius samlade skrifter utgavs första gången 1629 (en engelsk översättning av James Nichols i tre band utkom 1829-1875).